# Katinka Hosszú
Katinka Hosszú (Pécs, 3 de mayo de 1989) es una deportista húngara que compitió en natación. Es una de las nadadoras más laureadas de la historia: tres veces campeona olímpica, 26 veces campeona mundial y 35 veces campeona de Europa.

## Trayectoria
Participó en cinco Juegos Olímpicos de Verano, entre los años 2004 y 2020, obteniendo en total cuatro medallas en Río de Janeiro 2016, oro en 100 m espalda, 200 m estilos y 400 m estilos y plata en 200 m espalda.
Ganó 15 medallas en el Campeonato Mundial de Natación entre los años 2009 y 2019, y 27 medallas en el Campeonato Mundial de Natación en Piscina Corta entre los años 2012 y 2018.
Además, obtuvo 25 medallas en el Campeonato Europeo de Natación entre los años 2008 y 2022, y 26 medallas en el Campeonato Europeo de Natación en Piscina Corta entre los años 2004 y 2019.
A lo largo de su carrera estableció numerosas plusmarcas mundiales y continentales. Posee el récord mundial en piscina larga de los 200 m estilos (2:06,12, desde 2015).
En 2016 recibió la Cruz central con estrella de la Orden del Mérito de Hungría. Estudió Psicología en la Universidad del Sur de California.
En 2024 participó en la versión húngara del concurso de televisión Bailando con las estrellas, emitido en TV2.

## Palmarés internacional
| Juegos Olímpicos                    | Juegos Olímpicos         | Juegos Olímpicos  | Juegos Olímpicos |
| Año                                 | Lugar                    | Medalla           | Prueba           |
| ----------------------------------- | ------------------------ | ----------------- | ---------------- |
| 2016                                | Río de Janeiro (Brasil)  | Medalla de oro    | 100 m espalda    |
| 2016                                | Río de Janeiro (Brasil)  | Medalla de oro    | 200 m estilos    |
| 2016                                | Río de Janeiro (Brasil)  | Medalla de oro    | 400 m estilos    |
| 2016                                | Río de Janeiro (Brasil)  | Medalla de plata  | 200 m espalda    |
| Campeonato Mundial                  |                          |                   |                  |
| Año                                 | Lugar                    | Medalla           | Prueba           |
| 2009                                | Roma (Italia)            | Medalla de oro    | 400 m estilos    |
| 2009                                | Roma (Italia)            | Medalla de bronce | 200 m mariposa   |
| 2009                                | Roma (Italia)            | Medalla de bronce | 200 m estilos    |
| 2013                                | Barcelona (España)       | Medalla de oro    | 200 m estilos    |
| 2013                                | Barcelona (España)       | Medalla de oro    | 400 m estilos    |
| 2013                                | Barcelona (España)       | Medalla de bronce | 200 m mariposa   |
| 2015                                | Kazán (Rusia)            | Medalla de oro    | 200 m estilos    |
| 2015                                | Kazán (Rusia)            | Medalla de oro    | 400 m estilos    |
| 2015                                | Kazán (Rusia)            | Medalla de bronce | 200 m espalda    |
| 2017                                | Budapest (Hungría)       | Medalla de oro    | 200 m estilos    |
| 2017                                | Budapest (Hungría)       | Medalla de oro    | 400 m estilos    |
| 2017                                | Budapest (Hungría)       | Medalla de plata  | 200 m espalda    |
| 2017                                | Budapest (Hungría)       | Medalla de bronce | 200 m mariposa   |
| 2019                                | Gwangju (Corea del Sur)  | Medalla de oro    | 200 m estilos    |
| 2019                                | Gwangju (Corea del Sur)  | Medalla de oro    | 400 m estilos    |
| Campeonato Mundial en Piscina Corta |                          |                   |                  |
| Año                                 | Lugar                    | Medalla           | Prueba           |
| 2012                                | Estambul (Turquía)       | Medalla de oro    | 200 m mariposa   |
| 2012                                | Estambul (Turquía)       | Medalla de oro    | 100 m estilos    |
| 2012                                | Estambul (Turquía)       | Medalla de plata  | 200 m libre      |
| 2012                                | Estambul (Turquía)       | Medalla de plata  | 200 m estilos    |
| 2012                                | Estambul (Turquía)       | Medalla de bronce | 400 m estilos    |
| 2014                                | Doha (Catar)             | Medalla de oro    | 100 m espalda    |
| 2014                                | Doha (Catar)             | Medalla de oro    | 200 m espalda    |
| 2014                                | Doha (Catar)             | Medalla de oro    | 100 m estilos    |
| 2014                                | Doha (Catar)             | Medalla de oro    | 200 m estilos    |
| 2014                                | Doha (Catar)             | Medalla de plata  | 200 m libre      |
| 2014                                | Doha (Catar)             | Medalla de plata  | 200 m mariposa   |
| 2014                                | Doha (Catar)             | Medalla de plata  | 400 m estilos    |
| 2014                                | Doha (Catar)             | Medalla de bronce | 50 m espalda     |
| 2016                                | Windsor (Canadá)         | Medalla de oro    | 100 m espalda    |
| 2016                                | Windsor (Canadá)         | Medalla de oro    | 200 m espalda    |
| 2016                                | Windsor (Canadá)         | Medalla de oro    | 100 m mariposa   |
| 2016                                | Windsor (Canadá)         | Medalla de oro    | 200 m mariposa   |
| 2016                                | Windsor (Canadá)         | Medalla de oro    | 100 m estilos    |
| 2016                                | Windsor (Canadá)         | Medalla de oro    | 200 m estilos    |
| 2016                                | Windsor (Canadá)         | Medalla de oro    | 400 m estilos    |
| 2016                                | Windsor (Canadá)         | Medalla de plata  | 200 m libre      |
| 2016                                | Windsor (Canadá)         | Medalla de plata  | 50 m espalda     |
| 2018                                | Hangzhou (China)         | Medalla de oro    | 200 m mariposa   |
| 2018                                | Hangzhou (China)         | Medalla de oro    | 100 m estilos    |
| 2018                                | Hangzhou (China)         | Medalla de oro    | 200 m estilos    |
| 2018                                | Hangzhou (China)         | Medalla de oro    | 400 m estilos    |
| 2018                                | Hangzhou (China)         | Medalla de plata  | 100 m espalda    |
| Campeonato Europeo                  |                          |                   |                  |
| Año                                 | Lugar                    | Medalla           | Prueba           |
| 2008                                | Eindhoven (Países Bajos) | Medalla de plata  | 400 m estilos    |
| 2010                                | Budapest (Hungría)       | Medalla de oro    | 200 m mariposa   |
| 2010                                | Budapest (Hungría)       | Medalla de oro    | 200 m estilos    |
| 2010                                | Budapest (Hungría)       | Medalla de oro    | 4 × 200 m libre  |
| 2010                                | Budapest (Hungría)       | Medalla de plata  | 400 m estilos    |
| 2012                                | Debrecen (Hungría)       | Medalla de oro    | 200 m mariposa   |
| 2012                                | Debrecen (Hungría)       | Medalla de oro    | 200 m estilos    |
| 2012                                | Debrecen (Hungría)       | Medalla de oro    | 400 m estilos    |
| 2012                                | Debrecen (Hungría)       | Medalla de plata  | 4 × 200 m libre  |
| 2014                                | Berlín (Alemania)        | Medalla de oro    | 100 m espalda    |
| 2014                                | Berlín (Alemania)        | Medalla de oro    | 200 m estilos    |
| 2014                                | Berlín (Alemania)        | Medalla de oro    | 400 m estilos    |
| 2014                                | Berlín (Alemania)        | Medalla de plata  | 200 m libre      |
| 2014                                | Berlín (Alemania)        | Medalla de bronce | 200 m mariposa   |
| 2014                                | Berlín (Alemania)        | Medalla de bronce | 4 × 200 m libre  |
| 2016                                | Londres (Reino Unido)    | Medalla de oro    | 200 m espalda    |
| 2016                                | Londres (Reino Unido)    | Medalla de oro    | 200 m estilos    |
| 2016                                | Londres (Reino Unido)    | Medalla de oro    | 400 m estilos    |
| 2016                                | Londres (Reino Unido)    | Medalla de oro    | 4 × 200 m libre  |
| 2016                                | Londres (Reino Unido)    | Medalla de plata  | 100 m espalda    |
| 2018                                | Glasgow (Reino Unido)    | Medalla de oro    | 200 m estilos    |
| 2021                                | Budapest (Hungría)       | Medalla de oro    | 400 m estilos    |
| 2021                                | Budapest (Hungría)       | Medalla de plata  | 200 m mariposa   |
| 2021                                | Budapest (Hungría)       | Medalla de bronce | 200 m estilos    |
| 2022                                | Roma (Italia)            | Medalla de bronce | 4 × 200 m libre  |
| Campeonato Europeo en Piscina Corta |                          |                   |                  |
| Año                                 | Lugar                    | Medalla           | Prueba           |
| 2004                                | Viena (Austria)          | Medalla de bronce | 400 m estilos    |
| 2012                                | Chartres (Francia)       | Medalla de oro    | 200 m mariposa   |
| 2012                                | Chartres (Francia)       | Medalla de oro    | 100 m estilos    |
| 2012                                | Chartres (Francia)       | Medalla de oro    | 200 m estilos    |
| 2012                                | Chartres (Francia)       | Medalla de plata  | 400 m estilos    |
| 2013                                | Herning (Dinamarca)      | Medalla de oro    | 200 m estilos    |
| 2013                                | Herning (Dinamarca)      | Medalla de plata  | 100 m estilos    |
| 2013                                | Herning (Dinamarca)      | Medalla de plata  | 400 m estilos    |
| 2013                                | Herning (Dinamarca)      | Medalla de bronce | 200 m espalda    |
| 2015                                | Netanya (Israel)         | Medalla de oro    | 50 m espalda     |
| 2015                                | Netanya (Israel)         | Medalla de oro    | 100 m espalda    |
| 2015                                | Netanya (Israel)         | Medalla de oro    | 200 m espalda    |
| 2015                                | Netanya (Israel)         | Medalla de oro    | 100 m estilos    |
| 2015                                | Netanya (Israel)         | Medalla de oro    | 200 m estilos    |
| 2015                                | Netanya (Israel)         | Medalla de oro    | 400 m estilos    |
| 2015                                | Netanya (Israel)         | Medalla de plata  | 400 m libre      |
| 2017                                | Copenhague (Dinamarca)   | Medalla de oro    | 50 m espalda     |
| 2017                                | Copenhague (Dinamarca)   | Medalla de oro    | 100 m espalda    |
| 2017                                | Copenhague (Dinamarca)   | Medalla de oro    | 200 m espalda    |
| 2017                                | Copenhague (Dinamarca)   | Medalla de oro    | 100 m estilos    |
| 2017                                | Copenhague (Dinamarca)   | Medalla de oro    | 200 m estilos    |
| 2017                                | Copenhague (Dinamarca)   | Medalla de oro    | 400 m estilos    |
| 2019                                | Glasgow (Reino Unido)    | Medalla de oro    | 200 m mariposa   |
| 2019                                | Glasgow (Reino Unido)    | Medalla de oro    | 100 m estilos    |
| 2019                                | Glasgow (Reino Unido)    | Medalla de oro    | 200 m estilos    |
| 2019                                | Glasgow (Reino Unido)    | Medalla de oro    | 400 m estilos    |